# Сегуфьель
Сегуфье́ль (фр. Ségoufielle) — коммуна во Франции, находится в регионе Юг — Пиренеи. Департамент — Жер. Входит в состав кантона Л’Иль-Журден. Округ коммуны — Ош.
Код INSEE коммуны — 32425.

## География
Коммуна расположена приблизительно в 590 км к югу от Парижа, в 26 км западнее Тулузы, в 45 км к востоку от Оша.
На северо-западе коммуны протекает река Сав.

## Климат
Климат умеренно-океанический. Лето жаркое и немного дождливое, температура часто превышает 35 °С. Зимой часто бывает отрицательная температура и ночные заморозки. Годовое количество осадков — 700—900 мм.

## Население
Население коммуны на 2010 год составляло 990 человек.
| 1962 | 1968 | 1975 | 1982 | 1990 | 1999 | 2010 |
| ---- | ---- | ---- | ---- | ---- | ---- | ---- |
| 232  | 260  | 367  | 386  | 517  | 653  | 990  |

## Администрация
| Период | Период | Фамилия           | Партия                              | Примечания |
| ------ | ------ | ----------------- | ----------------------------------- | ---------- |
| 1995   | 2001   | Дени Манж         | Французская коммунистическая партия |            |
| 2001   | 2008   | Жан-Пьер Бег      |                                     |            |
| 2008   | 2008   | Мишель Пеллегрино |                                     |            |
| 2008   | 2014   | Ален Лобри        |                                     |            |
| 2014   | 2020   | Жорж Белу         |                                     |            |

## Экономика
В 2010 году среди 649 человек трудоспособного возраста (15-64 лет) 512 были экономически активными, 137 — неактивными (показатель активности — 78,9 %, в 1999 году было 69,6 %). Из 512 активных жителей работали 486 человек (266 мужчин и 220 женщин), безработных было 26 (7 мужчин и 19 женщин). Среди 137 неактивных 49 человек были учениками или студентами, 40 — пенсионерами, 48 были неактивными по другим причинам.

## Фотогалерея
- Карта коммуны